# 堀内一弥
堀内 一彌（ほりうち かずや、1912年10月1日 - 1972年4月11日）は、日本の衛生学者。
慶應義塾大学附属医学専門部教授（1945年9月-1949年3月）、大阪市立医科大学（現・大阪市立大学大学院医学系研究科）教授（1947年3月-1972年4月11日）。重金属による環境汚染、とりわけ鉛中毒を専門とした。衛生学の分野に科学的手法を取り入れた、公害対策の第一人者であった。

## 経歴
東京都出身。1937年慶應義塾大学医学部を卒業し、同年聖路加病院内科に勤務する。1938年に陸軍の召集を受け、軍曹として軍務に付く。1939年6月少尉に任官し、1940年12月中尉に昇進する。1941年4月に召集解除となり、5月に慶應義塾大学医学部衛生学教室助手に就任。しかし同年8月には再度の召集を受ける。その後1942年10月召集解除となるも、1944年10月には3度目の召集を受け、大尉となる。1945年3月傷疾により退役。
1945年9月に慶應義塾大学附属医学専門部教授に着任し、1946年11月慶應義塾大学医学部助教授を兼務する。1949年、大阪市立医科大学教授、同医学専門学校教授。専門学校廃止並びに大阪市立医科大学の名称変更により1955年より大阪市立大学医学部教授。1972年現職で死去。

## 重金属、塵肺などによる環境汚染
昭和30年代、公害が大きな社会問題となる。重金属（2-5）、塵肺などによる人体汚染、環境汚染の領域で、ケミカルな測定法、統計の専門家による解析など化学的手法を衛生学に導入し、正常人の確かなデータ確立とそれに対する比較より、公害対策、職業病予防原則を打ち立てた。特に鉛中毒（2-4）に関しては国際的なリーダーシップをとった。

## 家族
妻は遠山郁三の4女であった。子供は長男彌太郎、次男正彌（遠山）（大阪大学医学部神経解剖学教授）。

## 著述

### 主な単行本
- 『衛生公衆衛生学必携』（大和田国夫と共著）、鳳鳴堂、東京、1965．
- 『職業病とその対策』（分担、堀口俊一と共著；鉛中毒、四エチル鉛中毒その他の有機鉛中毒）、興生社、東京、1968．
- 『公害環境の科学』（分担；環境汚染における重金属の意義）、毎日新聞社、1972